# Delphine Gibson
Delphine Gibson (née Tucker ; 17 août 1903 – 9 mai 2018) était une supercentenaire américaine reconnue et la doyenne des résidents américains au moment de son décès. On pensait qu'elle était la dernière personne survivante connue aux États-Unis, née en 1903, jusqu'à ce qu'Ophelia Burks soit ultérieurement reconnue par le Groupe de recherche en gérontologie (GRG). Delphine Gibson faisait partie à sa mort des cent personnes les plus âgées connues au monde.

## Biographie
Delphine Tucker est née en 1903 à Ridgeway, dans le comté de Fairfield, en Caroline du Sud, de Elmore et Annie Tucker. Elle avait au moins six autres frères et sœurs : cinq frères et une sœur.
Le 27 janvier 1928, elle épousa le jardinier Taylor Gibson dans le comté de Guilford, en Caroline du Nord. Quelques années plus tard, le couple eut son premier enfant, Frank. Ils eurent ensuite deux autres enfants, Moody et Ella. Après la retraite de Taylor en 1962, le couple s'installe dans le comté de Huntingdon, en Pennsylvanie. Un article de presse de la même année mentionne que Delphine est hôtesse d'accueil pour l'école biblique de l'église baptiste Mount Hope, appelée The Daily Vacation Church School.
Le 1er septembre 1980, Taylor décède à l'âge de 88 ans et Delphine devient veuve. Quelques années plus tard, elle devient aveugle. En 1998, on apprend qu'une place de parking pour personnes handicapées lui est accordée, à elle et à son aide-soignant, en raison de sa cécité. En 2004, elle est transférée au centre de soins infirmiers et de réadaptation de Huntingdon.
Mme Gibson, qui vivait dans une maison de retraite de Huntingdon depuis l'âge de 100 ans, attribue sa longévité à la bonne cuisine, à sa foi en Dieu et à son église chrétienne. « Elle a un esprit extraordinaire », déclare Miranda Glover, directrice de la maison de retraite. « Elle chante toujours pour nous ou partage l'Évangile. C'est un trésor pour la nation ».
À l'occasion de son 110e anniversaire en 2013, on a rapporté que Delphine Gibson se déplaçait en fauteuil roulant, mais qu'elle était de bonne humeur. Par exemple, elle chantait « Oh, comme j'aime Jésus » et plaisantait sur les cadeaux qu'elle recevrait pour célébrer cet événement important.
Pour célébrer son 112e anniversaire en 2015, le maire de Huntingdon a déclaré la semaine de son anniversaire « Semaine Delphine Gibson ». Elle a attribué sa longévité à sa foi en Dieu et a déclaré que son église jouait un rôle important dans sa vie quotidienne. Son fils Frank est son seul enfant.
Gibson est devenue la personne la plus âgée des États-Unis après le décès d'Adèle Dunlap, âgée de 114 ans, le 5 février 2017, et le citoyen américain le plus âgé après le décès de l'émigrée américaine Marie-Josephine Gaudette, qui vivait à Rome, en Italie, le 13 juillet 2017.
Gibson est décédée le 9 mai 2018 à Huntingdon, en Pennsylvanie, à l'âge de 114 ans et 265 jours.